# Élection présidentielle népalaise de 2008
La première élection présidentielle de l'histoire du Népal se tient le 19 juillet 2008, à la suite de l'abolition de la monarchie le 28 mai. Il s'agit d'une élection au suffrage indirect, le président étant élu par l'Assemblée constituante, elle-même élue au suffrage universel direct en avril. L'Assemblée élit également un vice-président.

## Contexte
Jusqu'alors une Monarchie absolue, le Népal connait pour la première fois un système démocratique parlementaire en 1990, mais l’ampleur de la pauvreté et des inégalités dans les zones rurales va peu à peu conduire à partir de 1996 à la propagation d'une guérilla d'inspiration maoïste. Les affrontements, d'abord sporadiques, engendrent une guerre civile qui font plus de 17 000 morts. Les rebelles revendiquent l'abolition de la monarchie et l'instauration d'une démocratie, la suppression des discriminations envers les dalit et les ethnies indigènes, ou encore la lutte contre la pauvreté,.
C'est dans ce contexte qu'en 2001, le roi Birendra, la reine Aiswarya, le prince héritier Dipendra et les autres enfants du couple royal sont abattus au cours d'un dîner. Le prince Dipendra, sous l'effet d'alcool et de drogue, aurait été l'auteur des meurtres des membres de sa famille, avant d'ensuite retourner l'arme contre lui. Gyanendra, le frère de Birendra, absent à ce dîner, devient ainsi roi. Mais la monarchie népalaise est fortement affaiblie, d'autant que Gyanendra, soupçonné d'être le vrai instigateur de ce massacre, suspend un an plus tard le Parlement, les Conseils locaux, et démet de ses fonctions le Premier ministre Sher Bahadur Deuba. 
Face à la pression de la rue et l'avancée des rebelles maoïstes qui chassent les forces gouvernementales des régions rurales, le roi est forcé en 2006 de restaurer l'assemblée dissoute quatre ans plus tôt et nomme Premier ministre Girija Prasad Koirala. Ce dernier parvient à faire voter par le Parlement une proclamation privant le roi Gyanendra de l’essentiel de ses pouvoirs.
Un accord de paix est alors signé fin 2006 entre le gouvernement et le Parti communiste unifié du Népal (maoïste). L'élection d'une Assemblée constituante le 10 avril 2008 voit alors la victoire des maoïstes ; sa séance inaugurale le 28 mai suivant confirme l'abolition de la monarchie et son remplacement par une république démocratique fédérale, rendant nécessaire l'élection du tout premier président népalais.

## Système électoral
L'élection est régie par la constitution provisoire népalaise de 2007. Le président népalais est élu au suffrage indirect majoritaire à trois tours par l'assemblée constituante. Le vote a lieu à bulletin secret. Est élu le candidat qui recueille au premier tour les voix de la majorité absolue du total des membres de l'assemblée. À défaut, un deuxième tour est organisé dans les mêmes conditions entre les deux candidats arrivés en tête au premier. Si aucun candidat n'est élu à l'issue du deuxième tour, un troisième est organisé avec un abaissement du seuil à atteindre à la simple majorité relative des voix : le candidat recueillant le plus de suffrages l'emporte.
Le texte constitutionnel ayant été conçu pour une période transitoire entre la fin de la monarchie et l'avènement d'une république devant être régie par une nouvelle constitution, la durée du mandat du président n'est pas fixée à une durée précise. le nouveau président doit ainsi en théorie rester en poste jusqu'à la promulgation de la nouvelle constitution, et la tenue d'une élection présidentielle selon ses termes. La Constitution provisoire prévoit également la participation au vote des membres des nouvelles assemblées provinciales élues, mais permet explicitement à l'élection présidentielle d'avoir lieu en l'absence d'organisation de ces élections provinciales, ce qui s'avérera être le cas.

## Candidats
Les trois principaux partis politiques mettent chacun en avant leur propre candidat. Le Parti communiste du Népal (maoïste) souhaite ainsi l'élection de Ram Raja Prasad Singh, tandis que le Congrès népalais soutient Ram Baran Yadav, et le Parti communiste du Népal (marxiste-léniniste unifié), Ramprit Paswan. Singh reçoit l'appui du Forum des droits du peuple madhesi, Népal, parti également doté de députés à l'Assemblée constituante,.

## Résultat

### Présidence
| Candidats                | Candidats                | Partis                   | Premier tour | Premier tour | Second tour | Second tour |
| Candidats                | Candidats                | Partis                   | Voix         | %            | Voix        | %           |
| ------------------------ | ------------------------ | ------------------------ | ------------ | ------------ | ----------- | ----------- |
|                          | Ram Baran Yadav          | CN                       | 283          | 51,18        | 308         | 52,20       |
|                          | Ram Raja Prasad Singh    | PCN (MC)                 | 270          | 48,82        | 282         | 47,80       |
|                          |                          |                          |              |              |             |             |
| Majorité requise         | Majorité requise         | Majorité requise         | 298 voix     | 298 voix     | 298 voix    | 298 voix    |
|                          |                          |                          |              |              |             |             |
| Votes valides            | Votes valides            | Votes valides            | 553          | 95,67        | 590         |             |
| Votes invalides          | Votes invalides          | Votes invalides          | 24           | 4,15         |             |             |
| Votes blancs             | Votes blancs             | Votes blancs             | 1            | 0,17         |             |             |
| Total                    | Total                    | Total                    | 578          | 100          |             | 100         |
| Abstention               | Abstention               | Abstention               | 26           | 2,69         |             |             |
| Inscrits / participation | Inscrits / participation | Inscrits / participation | 594          | 97,31        | 594         |             |

### Vice-présidence
|               | Paramanand Jha  | MJF           | 305 | 55,66 |  |  |
|               | Shanta Shrestha | PCN (MC)      | 243 | 44,34 |  |  |
|               |                 |               |     |       |  |  |
| Votes valides | Votes valides   | Votes valides | 548 | 100   |  |  |

## Analyse
Paramanand Jha est élu vice-président, mais l'Assemblée ne parvient pas à s'accorder  sur un candidat à la présidence dès le premier tour, la majorité à atteindre étant fixée à 298 voix. Un second tour est par conséquent nécessaire pour départager les deux principaux candidats, Ram Baran Yadav et Ram Raja Prasad Singh.
Le deuxième tour a lieu le 21 juillet 2008. Ram Baran Yadav recueille 308 voix, contre 282 voix à son opposant Ramraja Prasad Singh. Il est par conséquent élu premier président de la République du Népal.